# 塞瓦斯托波爾 (密西西比州)
塞瓦斯托波爾（英語：Sebastopol）是位於美國密西西比州利克縣及斯科特縣的城鎮。

## 人口
根據2020年美國人口普查的數據，塞瓦斯托波爾的面積為4.06平方千米，皆為陸地。當地共有人口266人，而人口密度為每平方千米66人。